# Georges Riquier
Pour les articles homonymes, voir Riquier.
Georges Riquier est un acteur et metteur en scène français né le 10 janvier 1918 à Crest (Drôme) et mort le 12 février 1998 à Créteil.

## Biographie
Élève de Jacques Copeau et de Louis Jouvet, Georges Riquier  fonde en 1941 au Maroc  la compagnie théâtrale Le Petit Chariot, dont il devient le directeur.
De 1945 à 1951, il est membre de la compagnie Louis Jouvet à l'Athénée ; puis de 1952 à 1972, de la compagnie du Théâtre national populaire (TNP) avec Jean Vilar. Il y interprète de très nombreux rôles comiques, dramatiques ou tragiques. Fondateur du Théâtre du Jeune Public, professeur à l’École Charles Dullin de 1960 à 1969, il est de 1972 à 1984 pensionnaire de la Comédie-Française, où il interprète Bartholo, dans Le Mariage de Figaro (1977) et Lucky dans En attendant Godot (1978). Il joue également de nombreux rôles au cinéma et la télévision.
Georges Riquier est l'auteur de pièces pour la jeunesse, dont Dadais et la Bête merveilleuse, Youm et les Longues Moustaches, Le Roi Paon.
Il met en scène Roses rouges pour moi d'O'Casey (1961), L'Alcade de Zalamea de Calderon (1961), et L'Agression de Georges Michel (1967).

## Filmographie

### Cinéma
- 1952 : Le Gang des pianos à bretelles de Gilles de Turenne
- 1964 : Mata Hari, agent H 21 de Jean-Louis Richard : Ludovic
- 1966 : Le Solitaire passe à l'attaque de Ralph Habib
- 1972 : Il n'y a pas de fumée sans feu d'André Cayatte : le juge
- 1973 : Prenez la queue comme tout le monde de Jean-François Davy : le vendeur de voiture
- 1974 : Que la fête commence... de Bertrand Tavernier : Brunet d'Ivry
- 1974 : Le Futur aux trousses de Dolorès Grassian
- 1974 : Peur sur la ville d'Henri Verneuil : le préfet
- 1976 : Armaguedon d'Alain Jessua : un membre de la préfecture de police
- 1976 : La Question de Laurent Heynemann : Toutain
- 1977 : Des enfants gâtés de Bertrand Tavernier : Mouchot
- 1977 : Tendre Poulet de Philippe de Broca : professeur Pelletier
- 1977 : L’Animal de Claude Zidi : le médecin-inspecteur de la Sécurité sociale

### Télévision
- 1956 : En votre âme et conscience, épisode : L'Affaire Lesnier de Jean Prat
- 1959 : Macbeth de Claude Barma : le médecin
- 1961 : En votre âme et conscience, épisode : La Mystérieuse Affaire de l'horloger Pel de  Pierre Nivollet
- 1961 : Hauteclaire ou le Bonheur dans le crime (TV)
- 1962 : La Nuit des rois  de Claude Barma
- 1960 à 1963 : La caméra explore le temps (4 épisodes)
- 1963 : Le Chevalier de Maison-Rouge de Claude Barma
- 1965 : En votre âme et conscience, épisode : La canne à épée de  Marcel Cravenne
- 1966 : L'Île au trésor (en) de Wolfgang Liebeneiner : Dr David Livesey
- 1967 : Le Fabuleux Grimoire de Nicolas Flamel, épisode de la série  Le Tribunal de l'impossible de Guy Lessertisseur : Richelieu (1 épisode)
- 1968 : Les Enquêtes du commissaire Maigret de Jean-Pierre Decourt, épisode Signé Picpus : le juge Duroc
- 1971 : Tang d'André Michel (feuilleton télévisé) : commissaire Morins
- 1973 : Au théâtre ce soir : La Reine galante d’André Castelot, mise en scène Michel Roux, réalisation Georges Folgoas, théâtre Marigny
- 1973 : Les Rois maudits de Claude Barma : Eudes de Bourgogne (2 épisodes)
- 1974 : Paul et Virginie de Pierre Gaspard-Huit (feuilleton télévisé)
- 1977 : Rendez-vous en noir, de Claude Grinberg
- 1978 : Médecins de nuit de Philippe Lefebvre, épisode : Christophe

## Doublage

### Cinéma
- Donald Pleasence dans (4 films) :
  - Le Voyage fantastique (1966) : Dr Michaels
  - L'aigle s'est envolé (1973) : Heinrich Himmler
  - Un espion de trop (1977) : Nicolai Dalchimsky
  - Ombres et Brouillard (1991) : le docteur
- Peter Cushing dans (3 films) :
  - Dracula 73 (1972) : Pr Van Helsing
  - Dracula vit toujours à Londres (1973) : Pr Van Helsing
  - La Légende des sept vampires d'or (1974) : Pr Van Helsing
- Philip Stone dans :
  - La Grande Menace  (1978) : l'évêque (1er doublage)
  - Flash Gordon  (1980) : Zogi, le grand prêtre
- 1952 : Le Prisonnier de Zenda : Fritz von Tarlenheim (Robert Coote)
- 1952 : Miracle à Tunis : Anton (Norman Lloyd)
- 1956[3] : Les Années sauvages : Luke (Malcolm Atterbury)
- 1957 : Les Sentiers de la gloire : général Broulard (Adolphe Menjou)
- 1959 : La Vengeance du Sarrasin : Candella (Enzo Maggio)
- 1961 : Le troisième homme était une femme : Warren Hatfiels (Robert F. Simon)
- 1961 : Un pyjama pour deux : Tony Randall (Peter Ramsey)
- 1961 : L'Empreinte du dragon rouge : Tang Hao (Roger Delgado)
- 1962 : Qu'est-il arrivé à Baby Jane ? : présentateur TV (Michael Fox)
- 1962 : Les Quatre Cavaliers de l'Apocalypse : Karl von Hartrott (Paul Lukas)
- 1963 : Pas de lauriers pour les tueurs : Hane Eckhart (John Wengraf)
- 1964 : Le Sport favori de l'homme : major Phipps (Roscoe Karns)
- 1964 : Ne m'envoyez pas de fleurs : Arnold Nash (Tony Randall)
- 1965 : Les Yeux bandés : Lippy (Ned Glass)
- 1966 : Raspoutine, le moine fou : l'abbé (John Welsh)
- 1967 : Une fille nommée Fathom : M. Trivers (Reg Lye)
- 1969 : Goodbye, Mr. Chips : un professeur parlant avec ses collègues[Qui ?]
- 1970 : THX 1138 : PTO (Ian Wolfe) (1er doublage)
- 1971 : Orange mécanique : M. Deltoid (Aubrey Morris)
- 1971 : Les Doigts croisés : Beech (Wilfrid Brambell)
- 1972 : Ludwig ou le Crépuscule des dieux : le baron Krafft von Crailsheim (Wolfram Schaerf)
- 1973 : La Bataille de la planète des singes : Mandemus (Lew Ayres)
- 1973 : Amarcord : le prof d'histoire (Dante Cleri)
- 1973 : Papillon : Warden Barrot (William Smithers)
- 1973 : L'Exorciste : Tom (Reverend Thomas Birmingham) (1er doublage)
- 1973 : Police Puissance 7 : Carmine Coltello (Lou Polan)
- 1973 : Le Voleur qui vient dîner : le conservateur du musée (J. Randall Bell)
- 1973 : Don Angelo est mort : Vito (George Skaff)
- 1974 : Le Parrain 2 : Hyman Roth (Lee Strasberg) (1er doublage)
- 1974 : Top Secret : Jack Loder (Anthony Quayle)
- 1974 : Frankenstein junior : Igor (Marty Feldman)
- 1975 : Un génie, deux associés, une cloche : Don Felipe (Friedrich von Ledebur)
- 1975 : Rollerball : le bibliothécaire genevois (Ralph Richardson)
- 1975 : Les Trois Jours du Condor : Dr Ferdinand Lappe (Don McHenry)
- 1975 : Les Aventuriers du Lucky Lady : Mc Teague (John Hillerman)
- 1975 : Vol au-dessus d'un nid de coucou : Harding (William Redfield)
- 1975 : Le Froussard héroïque : M. Greig (Alastair Sim)
- 1975 : Adieu ma jolie : le juge Baxter Wilson Grayle (Jim Thompson)
- 1976 : La Malédiction : père Spiletto (Martin Benson)
- 1976 : Le Message : Abu-Talib (André Morell)
- 1977 : Le Convoi de la peur : Lartigue (Peter Capell)
- 1977 : Le Cercle infernal : George Piggott (Arthur Howard)
- 1980 : Shining : Lloyd (Joe Turkel)
- 1980 : Virus : Dr Turowicz (Jon Granik)
- 1981 : Ragtime : Vernon Elliott (Herman Meckler)
- 1985 : Dangereusement vôtre : W.G. Howe (Daniel Benzali)
- 1986 : Chambre avec vue : le révérend Eager (Patrick Godfrey)
- 1992 : Newsies :  Joseph « Jo » Pulitzer (Robert Duvall)

### Films d'animation
- 1977 : Les Aventures de Bernard et Bianca (dessin animé) : Le Président de la S.O.S Société (Bernard Fox)
- 1990 : Bernard Et Bianca Au Pays Des Kangourous (dessin animé) : Chairman (Bernard Fox)

### Télévision

#### Téléfilms
- 1973 : Chantage à Washington : Joe Ryker (Will Geer)
- 1985 : Meurtre au crépuscule : Johnny Kent (Ray Walston)

#### Séries télévisées
- 1977 : Jésus de Nazareth : Melchior (Donald Pleasence)
- 1979 : Zora la rousse : Gorian (Dragomir Felba)
- 1987 : Côte Ouest : Al Baker (Red Buttons)

## Théâtre
- 1945 : La Folle de Chaillot de Jean Giraudoux, mise en scène Louis Jouvet, Théâtre de l'Athénée
- 1950 : L'École des femmes de Molière, mise en scène Louis Jouvet, Théâtre des Célestins
- 1952 : L'Éternel Mari de Fiodor Dostoïevski, mise en scène Jacques Mauclair, Théâtre de la Gaîté-Montparnasse
- 1952 : Lorenzaccio d’Alfred de Musset, mise en scène Gérard Philipe, TNP Festival d'Avignon
- 1953 : Dom Juan de Molière, mise en scène Jean Vilar, TNP Festival d'Avignon
- 1953 : La Garde-malade d'Henri Monnier, mise en scène Georges Wilson, TNP Festival d'Avignon
- 1953 : La Tragédie du roi Richard II de William Shakespeare, mise en scène Jean Vilar, TNP Festival d'Avignon
- 1953 : Le Médecin malgré lui de Molière, mise en scène Jean-Pierre Darras, TNP Festival d'Avignon
- 1954 : Ruy Blas de Victor Hugo, mise en scène Jean Vilar, TNP Théâtre de Chaillot
- 1954 : Le Prince de Hombourg d'Heinrich von Kleist, mise en scène Jean Vilar, TNP Festival d'Avignon
- 1954 : Macbeth de William Shakespeare, mise en scène Jean Vilar, TNP Festival d'Avignon
- 1954 : Dans la loge de Molière d'Arlette Dave, mise en scène Henri Lesieur, Théâtre de la Potinière
- 1955 : Dom Juan de Molière, mise en scène Jean Vilar, TNP Festival d'Avignon
- 1955 : Marie Tudor de Victor Hugo, mise en scène Jean Vilar, TNP Festival d'Avignon
- 1956 : L'Avare de Molière, mise en scène Jean Vilar, TNP
- 1956 : Le Prince de Hombourg d'Heinrich von Kleist, mise en scène Jean Vilar, TNP Festival d'Avignon
- 1956 : Ce Fou de Platonov d'Anton Tchekhov, mise en scène Jean Vilar, Festival de Bordeaux, TNP
- 1957 : Le Malade imaginaire de Molière, mise en scène Daniel Sorano, TNP Théâtre de Chaillot
- 1957 : Meurtre dans la cathédrale de Thomas Stearns Eliot, mise en scène Jean Vilar, TNP Festival d'Avignon
- 1958 : Ubu roi d'Alfred Jarry, mise en scène Jean Vilar, TNP Théâtre de Chaillot
- 1958 : L'École des femmes de Molière, mise en scène Georges Wilson, TNP Théâtre de Chaillot
- 1958 : Lorenzaccio d’Alfred de Musset, mise en scène Gérard Philipe, TNP Festival d'Avignon
- 1958 : Marie Tudor de Victor Hugo, mise en scène Jean Vilar, Festival d'Avignon
- 1959 : On ne badine pas avec l'amour d'Alfred de Musset, mise en scène René Clair, TNP Théâtre de Chaillot
- 1959 : Le Songe d'une nuit d'été de William Shakespeare, mise en scène Jean Vilar, TNP Festival d'Avignon
- 1959 : Meurtre dans la cathédrale de Thomas Stearns Eliot, mise en scène Jean Vilar, TNP Festival d'Avignon
- 1959 : Mère Courage de Bertolt Brecht, mise en scène Jean Vilar, TNP Festival d'Avignon
- 1959 : La Mort de Danton de Georg Büchner, mise en scène Jean Vilar, TNP Théâtre de Chaillot
- 1960 : Erik XIV d'August Strindberg, mise en scène Jean Vilar, TNP Théâtre de Chaillot, Festival d'Avignon
- 1960: Antigone de Sophocle, mise en scène Jean Vilar, TNP Festival d'Avignon
- 1960 : La Résistible Ascension d'Arturo Ui de Bertolt Brecht, mise en scène Georges Wilson, TNP Théâtre de Chaillot
- 1960 : Ubu roi d'Alfred Jarry, mise en scène Jean Vilar, TNP Théâtre de Chaillot
- 1960 : Mère Courage de Bertolt Brecht, mise en scène Jean Vilar, TNP Festival d'Avignon
- 1961 : Antigone de Sophocle, mise en scène Jean Vilar, TNP Festival d'Avignon
- 1961 : L'Alcade de Zalamea de Pedro Calderón de la Barca, mise en scène Georges Riquier et Jean Vilar, TNP Festival d'Avignon
- 1961 : Les Rustres de Carlo Goldoni, mise en scène Roger Mollien et Jean Vilar, TNP Festival d'Avignon
- 1961 : La Paix d'après Aristophane, mise en scène Jean Vilar, TNP Théâtre de Chaillot
- 1962 : La Reine galante d'André Castelot, mise en scène Jean-Pierre Grenier, Théâtre des Ambassadeurs
- 1962 : Volpone de Ben Jonson, mise en scène Jo Tréhard, Théâtre Sarah Bernhardt
- 1962 : L'Avare de Molière, mise en scène Jean Vilar, TNP Théâtre de Chaillot, Festival d'Avignon
- 1962 : La guerre de Troie n'aura pas lieu de Jean Giraudoux, mise en scène Jean Vilar, TNP Festival d'Avignon
- 1963 : Lumières de bohème de Ramón María del Valle-Inclán, mise en scène Georges Wilson, TNP Théâtre de Chaillot
- 1963 : L'Avare de Molière, mise en scène Jean Vilar, TNP Festival d'Avignon
- 1963 : La guerre de Troie n'aura pas lieu de Jean Giraudoux, mise en scène Jean Vilar, TNP Festival d'Avignon
- 1963 : Thomas More ou l'homme seul de Robert Bolt, mise en scène Jean Vilar, TNP Théâtre de Chaillot, Festival d'Avignon
- 1963 : Les Enfants du soleil de Maxime Gorki, mise en scène Georges Wilson, TNP Théâtre de Chaillot : Nazar Avdeievitch
- 1964 : Zoo de Vercors, mise en scène Jean Deschamps, TNP Théâtre de Chaillot
- 1964 : Luther de John Osborne, mise en scène Georges Wilson, TNP Festival d'Avignon
- 1964 : Romulus le grand de Friedrich Durrenmatt, mise en scène Georges Wilson, TNP Festival d'Avignon
- 1964 : Maître Puntila et son valet Matti de Brecht, mise en scène Georges Wilson, TNP Théâtre de Chaillot
- 1965 : Luther de John Osborne, mise en scène Georges Wilson, TNP Théâtre de Chaillot
- 1965 : L'Illusion comique de Pierre Corneille, mise en scène Georges Wilson, TNP Festival d'Avignon
- 1965 : La Folle de Chaillot de Jean Giraudoux, mise en scène Georges Wilson, TNP Théâtre de Chaillot
- 1967 : Dieu, empereur et paysan de Julius Hay, mise en scène Georges Wilson, TNP Théâtre de Chaillot
- 1967 : Le Roi Lear de William Shakespeare, mise en scène Georges Wilson, TNP Théâtre de Chaillot
- 1968 : Le Diable et le Bon Dieu de Jean-Paul Sartre, mise en scène Georges Wilson, TNP Théâtre de Chaillot
- 1969 : La Résistible Ascension d'Arturo Ui de Bertolt Brecht, mise en scène Georges Wilson, TNP Théâtre de Chaillot
- 1970 : Opérette de Witold Gombrowicz, mise en scène Jacques Rosner, TNP Théâtre de Chaillot
- 1970 : Early morning d'Edward Bond, mise en scène Georges Wilson, Festival d'Avignon, TNP Théâtre de Chaillot
- 1970 : Le Diable et le Bon Dieu de Jean-Paul Sartre, mise en scène Georges Wilson, TNP Festival d'Avignon
- 1971 : Turandot ou le congrès des blanchisseurs de Bertolt Brecht, mise en scène Georges Wilson, TNP Théâtre de Chaillot
- 1972 : Antigone de Bertolt Brecht, mise en scène Jean-Pierre Miquel, Comédie-Française au Théâtre de l'Odéon
- 1973 : La Soif et la faim d'Eugène Ionesco, mise en scène Jean-Marie Serreau, Comédie-Française au Théâtre de l'Odéon
- 1973 : Athalie de Racine, mise en scène Maurice Escande, Comédie-Française
- 1974 : Hernani de Victor Hugo, mise en scène Robert Hossein, Comédie-Française
- 1975 : L'Île de la raison de Marivaux, mise en scène Jean-Louis Thamin, Comédie-Française au théâtre Marigny
- 1975 : La Sonate des spectres d'August Strindberg, mise en scène Henri Ronse, Comédie-Française au Théâtre national de l'Odéon
- 1976 : Maître Puntila et son valet Matti de Bertolt Brecht, mise en scène Guy Rétoré, Comédie-Française au Théâtre Marigny
- 1976 : Cyrano de Bergerac de Edmond Rostand, mise en scène Jean-Paul Roussillon, Comédie-Française
- 1977 : Le Mariage de Figaro de Beaumarchais, mise en scène Jacques Rosner, Comédie-Française
- 1978 : En attendant Godot de Samuel Beckett, mise en scène Roger Blin, Comédie-Française et Théâtre national de l'Odéon
- 1979 : Ruy Blas de Victor Hugo, mise en scène Jacques Destoop, Comédie-Française
- 1980 : Port-Royal de Henry de Montherlant, mise en scène Jean Meyer, Comédie-Française
- 1981 : La Dame de chez Maxim de Georges Feydeau, mise en scène Jean-Paul Roussillon, Comédie-Française
- 1981 : À Memphis, il y a un homme d’une force prodigieuse de Jean Audureau, mise en scène Henri Ronse, Comédie-Française au Théâtre de l'Odéon
- 1982 : Le Voyage de monsieur Perrichon d'Eugène Labiche et Édouard Martin, mise en scène Jean Le Poulain, Comédie-Française
- 1983 : La Colonie de Marivaux, mise en scène Jean-Pierre Miquel, Comédie-Française
- 1992 : Ruy Blas de Victor Hugo, mise en scène Georges Wilson, Comédie-Française